# پژیبرام نا موراویه
پریبرام نا موراوی (به لاتین: Příbram na Moravě) یک منطقهٔ مسکونی در جمهوری چک است که در ناحیه برنو-تسوونتری واقع شده‌است. پریبرام نا موراوی ۱۱٫۹۲ کیلومتر مربع مساحت و ۵۴۸ نفر جمعیت دارد و ۴۴۰ متر بالاتر از سطح دریا واقع شده‌است.